# Philippe Hinschberger
Philippe Hinschberger (* 19. November 1959 in Algrange) ist ein  ehemaliger französischer Fußballspieler und -trainer.

## Karriere
Hinschberger spielte als Aktiver von 1978 bis 1992 für den FC Metz und absolvierte danach die Trainerausbildung.
Als Trainer arbeitete er von 1997 bis 2001 bei CS Louhans-Cuiseaux, anschließend bis 2004 bei Chamois Niort, danach für eine Saison bei Le Havre AC und von 2005 bis 2007 erneut bei Chamois Niort. Anschließend war er bis Ende Februar 2014 Trainer bei Stade Laval. Der Verein entließ ihn vorzeitig, als dessen Zweitligaelf sich in akuter Abstiegsgefahr befand. Nach einem Engagement bei US Créteil war er von Dezember 2015 bis Oktober 2017 Trainer des FC Metz. Anschließend arbeitete er von 2018 bis 2021 bei Grenoble Foot und von 2021 bis 2023 beim SC Amiens.
Von Sommer 2023 war er für ein starkes Jahr zum dritten Mal Trainer bei Chamois Niort.